# Perttu Kivilaakso
Perttu Päivö Kullervo Kivilaakso, más conocido como Perttu Kivilaakso (Helsinki, Finlandia, 11 de mayo de 1978), es un violonchelista miembro de la banda finlandesa Apocalyptica.

## Biografía
Perttu Päivö Kullervo Kivilaakso nació el 11 de mayo de 1978 en Helsinki, Finlandia.
A la edad de 5 años su padre Juhani Kivilaakso le enseñó a tocar el chelo, además aprendió a tocar guitarra y piano. Estudió en la prestigiosa academia de música clásica Sibelius, donde conoció a Eicca Toppinen, Paavo Lötjönen, Antero Manninen y Max Lilja. Él iba a formar parte de Apocalyptica pero por ser menor de edad decidieron dejarlo fuera mientras seguía con sus estudios. Un tiempo después de graduarse, entró a Apocalyptica en 1999, reemplazando a Antero.
Perttu recibió el tercer lugar en el segundo International Paulo Cello Competition en Finlandia en 1996, cuando solo tenía 18 años. Poco después entró en la Orquesta Filarmónica de Helsinki junto a su padre. Estuvo casado con una mujer llamada Laura, a quien le dedicó la canción "Conclusion" del álbum Reflections.
Algunos otros proyectos musicales en los que ha trabajado son el tema del videojuego Max Payne 2: The Fall of Max Payne, la banda sonora del videojuego MAG junto a Mikko Sirén y el tema de las películas filandesas Over the Ice (2005) y Uhrit (2008).
Perttu cita como influencia a músicos como Franco Corelli, Montserrat Caballé y Eicca Toppinen y a sus bandas preferidas Slayer, Metallica, Sepultura, Rammstein, CMX y Slipknot

## Discografía

### Apocalyptica
- Cult (2000)
- Live (2001)
- Reflections (2003)
- Apocalyptica (2005)
- The Life Burns Tour (2006)
- Amplified // A Decade of Reinventing the Cello (2006)
- Worlds Collide (2007)
- 7th Symphony (2010)
- Shadowmaker (2015)
- Cell-0 (2020)

### Stratovarius
- Infinite (2000) (en las canciones "Mother Gaia", "Infinity" y "Celestial Dream")

### Sonata Arctica
- The Days of Grays (2009) (en las canciones  "Everything Fades to Gray", "In My Eyes You're a Giant", "Zeroes" y "The Truth is Out There")

### Junto aMikko Sirén
- MAG: S.V.E.R. (Original Soundtrack from the Video Game) (2010)

### Hevisaurus
- Hirmuliskojen Yö (2010) (en la canción "Eläintarhan yövahti")

## Equipo[2]

### Chelos
- Luis and Clark (2004)
- Der Herzbrecher (siglo XIX)

### Preamplificador
- Barcus-Berry 3125